# 삼척 고천리 석불좌상
삼척 고천리 석불좌상(三陟 古川里 石佛坐像)은 대한민국 강원특별자치도 삼척시에 있는 석불이다. 2007년 1월 19일 강원특별자치도의 문화재자료 제144호로 지정되었다.

## 참고 자료
- 삼척고천리석불좌상 - 국가유산청 국가유산포털